# Sōka Gakkai
Sōka Gakkai (jap. 創価学会 Sōka Gakkai; Stowarzyszenie Tworzenia Wartości lub Stowarzyszenie Naukowe Tworzenia Wartości) – świecka organizacja buddyjska, która powstała w Japonii 18 listopada 1930 r. z inicjatywy Tsunesaburō Makiguchi i Jōsei Toda, na fali rodzących się nowych ruchów religijnych. Jej pierwotna nazwa brzmiała: Sōka Kyōiku Gakkai (jap. 創価教育学会; Stowarzyszenie Nauczania Tworzenia Wartości).
Liderzy ruchu, aktywnie zaangażowani w politykę, zostali uwięzieni podczas II wojny światowej za poglądy pacyfistyczne. Po 1947 r. ruch rozwinął się dynamicznie, zwłaszcza w miastach, w których przystawalność nauk buddyzmu do współczesności spotykała się z pozytywnym odbiorem i aprobatą wielu ludzi. 
Posiadając, m.in. od strony etycznej, podobieństwa ze "standardami" innych powojennych, nowych religii japońskich - Sōka Gakkai cieszyła się (również na fali ruchów pacyfistycznych) wręcz fenomenalnym poziomem wzrostu w Japonii, zwłaszcza w latach 50. W późniejszym okresie jej idee, propagowane już przez międzynarodową „gałąź” - Soka Gakkai International, znalazły wielu zwolenników również poza Japonią.
W Japonii Sōka Gakkai posiada miliony członków, założyła własną partię polityczną Kōmeitō (jap. 公明党) i rozszerzyła się na inne społeczności Ameryki i Europy.
Organ prasowy organizacji nazywa się Seikyō Shimbun (wydawany od 1951 r.), ma nakład ok. 5,5 mln egzemplarzy. 

## Soka Gakkai International
Soka Gakkai International (SGI) jest światowym związkiem 76 podmiotowych organizacji, w 128 państwach. Według szacunków własnych organizacji, posiada około 12 mln członków. Jej prezydentem jest Daisaku Ikeda. Jest on także honorowym prezydentem całej organizacji.
Soka Gakkai International jako organizacja pozarządowa (NGO) jest akredytowana przy ONZ.
Soka Gakkai nie uważa się za nową religię, lecz raczej za świecką wersję Nichiren Shōshū, bazującą na naukach XIII-wiecznego mnicha buddyjskiego, Nichirena. 
Polski oddział organizacji nosi nazwę SGI Polska.